# Museo Andrés Blaisten
El Museo Andrés Blaisten es un espacio virtual donde se puede conocer la colección privada de pintura, escultura y grabado representativo del arte plástico mexicano perteneciente a Andrés Blaisten. El museo virtual está conformado por una gran cantidad de obras de reconocidos artistas mexicanos desde el periodo novohispano hasta contemporáneos.
Andrés Blaisten posee la mayor colección de arte moderno mexicano en el mundo que sigue en manos de un particular, en algunas áreas supera incluso a los acervos de algunos museos nacionales.
Esta colección ha sido en últimos tiempos[¿cuándo?] una de las fuerzas más importantes en el desarrollo de las historia del arte en México ayudando al trabajo de los historiadores y críticos de arte.
El museo tiene dos vertientes: la totalidad de la colección está disponible para visitarse de manera virtual en el sitio web y hasta el 2 de octubre de 2012 parte de ella se encontraba físicamente exhibida en el Museo Colección Blaisten en el Centro Cultural Universitario Tlatelolco en la Ciudad de México. El museo estuvo patrocinado hasta ese entonces por la Fundación Andrés Blaisten.
En las últimas dos décadas, la Colección Andrés Blaisten ha recibido cada vez más atención, tanto de especialistas del arte como un público más amplio. Obras clave de la colección se han visto en números exposiciones importantes en México y en el extranjero; Entre ellas, Latin American Artists of 20th century (organizada por el MoMA, Nueva York, 1992), Pintura y Vida cotidiana de México, 1650-1950 (Fomento Cultural Banamex, 1999) y Mexican Modern Art, 1900-1950 (National Gallery Of Canada, Ottawa, 1999).

## Colección Blaisten
Gran parte de la Colección Blaisten tuvo como sede el Centro Cultural Universitario Tlatelolco de la UNAM antes Secretaría de Relaciones Exteriores por 5 años, del 22 de octubre de 2007 al 31 de octubre de 2012. Fue en este espacio, que también alberga el Memorial del 68, el Museo Tlatelolco, la Colección Stavenhagen y el Museo expuesto, donde se encontraba físicamente la colección.
Las pinturas que eran exhibidas en el CCUT pertenecen a los dos primeros tercios del siglo XX, entre las que se encuentran obras de los artistas más importantes del periodo: Diego Rivera, David Alfaro Siqueiros, María Izquierdo y José Clemente Orozco. Destaca el trabajo de especialistas que pertenecen a las escuelas al Aire Libre y Mexicana de Pintura. Las obras en exhibición se rotaban de acuerdo con distintos ejercicios curatoriales.

## Artistas en el Museo Andrés Blaisten
| - Saturnino Herrán - Ángel Zárraga - Carlos Mérida - María Izquierdo - Julio Ruelas - Rufino Tamayo - Diego Rivera - David Alfaro Siqueiros - José Clemente Orozco - Alfredo Zalce - Francisco Zúñiga - Fermín Revueltas - Luis Nishizawa - Juan Soriano - Gerardo Murillo (Dr. Atl) - Alfonso Michel | - Roberto Montenegro - Raúl Anguiano - Miguel Covarrubias - Jorge González Camarena - Francisco Díaz de León - Emilio Baz Viaud - Lilia Carrillo - Wolgang Paalen - Vicente Rojo - Irma Palacios - Francisco Castro Leñero - Miguel Castro Leñero - Spencer Tunick - Germán Gedovius - Francisco Romano Guillemín - Nicolás Moreno - Manuel Rodríguez Lozano |

## Premios
El Museo Andrés Blaisten ganó en 2005 el segundo lugar latinoamericano como mejor museo virtual por parte de la INFOLAC